# Robert Frost
Robert Lee Frost (født 26. marts 1874 i San Francisco, Californien - død 29. januar 1963) var en amerikansk poet. Han blev tildelt Pulitzerprisen fire gange, henholdsvis i 1924, 1931, 1937 og 1943.
I 1894 solgte Frost sit allerførste digt My Butterfly. An Elegy som blev publiceret den 8. november 1894 i avisen New York Independent. Frost studerede ved Harvard University fra 1897 til 1899, men han forlod universitetet på grund af sygdom. Kort tid før han døde, købte Frosts bedstefar en gård i New Hampshire, hvor Frost og hans kone boede og arbejdede i ni år, samtidig med at Frost skrev mange af de digte som senere blev berømte. Frost vendte tilbage til sit arbejde som engelsklærer ved New Hampshire Pinkerton Academy, hvor han arbejdede mellem 1906 og 1911, derefter var han ansat ved New Hampshire Normal School (nær Plymouth State University) i Plymouth, New Hampshire. I 1912 sejlede Frost sammen med sin familie til Storbritannien, og de slog sig ned i Beaconsfield, en lille by udenfor London. Hans første digtsamling, A Boy`s Will, blev publiceret året efter.
Robert Frosts personlige liv var plaget af sorg og tab. I 1885 da Frost var 11 år gammel, døde faren af tuberkulose, og hans mor døde af kræft i 1900. I 1920 blev hans yngre søster indlagt på et psykiatrisk hospital, hvor hun døde ni år senere. Frosts datter, Irma, blev også indlagt på et psykiatrisk hospital i 1947. Frosts kone, Elinor, havde også oplevet anfald af depression. Frost og hans kone havde seks børn sammen. Sønnen Elliot (1896-1904) døde af kolera, datteren Lesley Frost Ballantine (1899-1983), sønnen Carol (1902-1940) som begik selvmord, datteren Irma (1903-1967); datteren Marjorie (1905-1934) som døde af barselsfeber efter fødslen, og datteren Elinor Bettina som døde bare tre dage gammel i 1907. Bare to af børnene levede længere end faren. Frosts kone, som havde hjerteproblemer gennem hele livet, blev diagnosticeret med brystkræft i 1937, og døde af hjertesvigt i 1938. 
I 1960 modtog Frost den højest mulige amerikanske civile udmærkelse Congressional Gold Medal I en alder af 86 år læste Frost sit kendte digt The Gift Outright under indsættelsesceremonien for USA's præsident John F. Kennedy den 20. januar 1961. Frost døde i Boston lidt over to år senere, den 29. januar 1963.

## Digtsamlinger
- Twilight, 1894 (eget forlag i to eksemplarer, hvoraf Frost næsten umiddelbart efter ødelagde det ene)
- A Boy's Will, 1913
- North of Boston, 1914
- Mountain Interval, 1916
- New Hampshire, 1923 (Pulitzerprisen i poesi)
- West-Running Brook, 1928
- The Lovely Shall Be Chooser, 1929
- Collected Poems, 1930 (Pulitzerprisen i poesi)
- The Lone Striker, 1933
- From Snow to Snow, 1936
- A Further Range, 1936 (Pulitzerprisen i poesi)
- A Witness Tree, 1942 (Pulitzerprisen i poesi)
- Come In, and Other Poems, 1943
- Masque of Reason, 1945
- Steeple Bush, 1947
- Hard Not to Be King, 1951
- In the Clearing, 1962